# Berwyn Jones
Thomas Berwyn Jones (* 13. Februar 1940 in Rhymney, Monmouthshire; † 12. Januar 2007 in Ross-on-Wye, Herefordshire) war ein walisisch-britischer Sprinter und Rugby-Spieler beider Codes. Der mehrfache britische und walisische Meister und Rekordhalter über die kurzen Sprintstrecken gewann mit britischen bzw. walisischen Sprintstaffeln Bronze bei Europameisterschaften und Commonwealth Games. Jones wechselte jedoch im Anschluss als Profispieler zum Rugby League und wurde dort Nationalspieler für Großbritannien.

## Leben
Anfang der 1960er Jahre spielte Jones für Rhymney RFC Rugby Union, war aber hauptsächlich als Sprinter erfolgreich. 1961 gewann er über 100 m Silber bei der Universiade, gehörte erstmals zur britischen Leichtathletiknationalmannschaft und wurde walisischer Meister über die 220 Yards. 1962 wurde er britischer und walisischer Sprintmeister und nahm an beiden internationalen Meisterschaften des Jahres teil, für Wales an den British Empire and Commonwealth Games in Perth, für das Vereinigte Königreich an den Europameisterschaften in Belgrad. Als Einzelläufer schied er jeweils über die kurze Sprintstrecke im Halbfinale aus, in der kurzen Staffel gewann er dagegen jeweils Bronze: Bei der EM mit David Jones, Ronald Jones und Alf Meakin, bei den Commonwealth Games mit David England, Ronald Jones und Nick Whitehead.
1963 war sein bestes Jahr als Leichtathlet, Jones galt als potentieller Olympiateilnehmer. Er war fünfter der Weltjahresbestenliste und verbesserte den britischen 100-m-Rekord auf 10,3 Sekunden; am 6. August im Länderkampf gegen die Vereinigten Staaten lief Jones als Schlussläufer hinter Peter Radford, David Jones und Ronald Jones für die 4-mal-110-Yards-Staffel, die mit 40,0 Sekunden einen neuen Weltrekord aufstellte.
Vor Beginn der Saison 1963 wurde Jones nach einem Freundschaftsspiel an Ostern von der Rugby-League-Mannschaft Wakefield Trinity Wildcats unter Vertrag genommen, was seine Karriere im Amateursport Leichtathletik beendete.
Jones begann eine erfolgreiche Rugby-League-Karriere: er spielte von 1964 bis 1966 in drei Länderspielen für die britische Rugby-League-Nationalmannschaft und gehörte zum Kader der britischen Nationalmannschaft für eine Tour nach Australien und Neuseeland, kam jedoch nur bei Spielen gegen Clubmannschaften und Regionalauswahlen und nicht bei den fünf Länderspielen zum Einsatz.
1967 wechselte er zu Bradford Northern, 1969 weiter zu St Helens, bevor nach nur sechs Jahren als Rugbyspieler früh seine aktive Sportlerlaufbahn beendete.
Jones wurde in die Hall of Fame des britischen Leichtathletikverbands UK Athletics aufgenommen.